# IC 499
IC 499 est une galaxie lenticulaire située dans la constellation de la Girafe. Sa vitesse par rapport au fond diffus cosmologique est de 1 859 ± 48 km/s, ce qui correspond à une distance de Hubble de 27,4 ± 2,1 Mpc (∼89,4 millions d'al). IC 499 a été découverte par l'astronome britannique William Frederick Denning en 1890.
Le professeur Seligman classe cette galaxie comme lenticulaire et l'image obtenue de l'étude DSS semble lui donner raison, car aucun bras spiral n'est visible sur celle-ci. IC 499 est la galaxie du catalogue IC située la plus au nord.
La classe de luminosité d'IC 499 est I.
À ce jour, deux mesures non basées sur le décalage vers le rouge (redshift) donnent une distance de 53,100 ± 0,141 Mpc (∼173 millions d'al), ce qui est loin à l'extérieur des valeurs de la distance de Hubble.

## Groupe de NGC 2276
IC 499 fait partie d'un groupe de galaxies d'au moins 13 membres, le groupe de NGC 2276. Les autres galaxies du catalogue NGC et du catalogue IC sont NGC 2268, NGC 2276, NGC 2300, IC 455, IC 469 et IC 512. S'ajoutent à ces 7 galaxies, les galaxies 3496, 3522, 3890, 4078, 4348 et 4612 du catalogue UGC.